# Friedrich von Hefner-Alteneck
Friedrich Heinrich Philipp Franz von Hefner-Alteneck (Aschaffenburg, 27 d'abril de 1845 – Biesdorf, Berlín, 6 de gener de 1904) va ser un enginyer elèctric alemany. Va desenvolupar la unitat d intensitat lluminosa que més tard portaria el seu nom, la candela Hefner.

## Biografia
Llicenciat en enginyeria elèctrica, va ser un dels col·laboradors més propers de Werner von Siemens. Va destacar per la invenció de la làmpada Hefner, un instrument utilitzat entre 1890 i 1942 a Alemanya i en algunes regions d'Europa com a estàndard per mesurar la intensitat lluminosa. La unitat de mesura resultant es va anomenar candela de Hefner (en alemany: Hefnerkerze, abreujat HK) i es va utilitzar fins a dècada del 1940, quan va ser substituïda per la moderna unitat SI, la candela.
Va ser elegit membre de la Reial Acadèmia Sueca de Ciències el 1896.

## Màquina Morse
Von Hefner-Alteneck va fer un gran avenç amb la Màquina Morse, que va suposar un gran progrés a la indústria del telègraf. Era una màquina d'escriure que convertia les lletres en codi Morse, de manera que l'operador d'una estació de telègraf no necessitava saber codi Morse. Consistia en una caixa disposada horitzontalment la qual tenia unes agulles que es podien moure mitjançant un teclat. Si premer una lletra, els pins associats generaven impulsos de corrent més curts o més llargs, corresponents a l'alfabet Morse. Aquest dispositiu va cridar una gran expectació Werner von Siemens va escriure al seu germà Wilhelm sobre això l'abril de 1873:
La Màquina Morse va ser seguida per altres dispositius de comunicacions, incloent impressores de corbes de marea, indicadors remots de nivell d'aigua i dispositius de comandament per a vaixells i mines.

## Dinamo de tambor
Amb la invenció de l'autoexcitació electromagnètica, Werner von Siemens va establir les bases de la tecnologia de corrent d'alta tensió el 1866: ara es podrien construir motors i generadors amb un nivell d'eficiència acceptable. Tanmateix, les primeres màquines encara no eren perfectes. Un problema va ser la seva armadura de doble T, en la qual nombroses voltes de les bobines eren desfavorables. Amb prou feines contribuïen a la conversió d'energia i, amb la seva resistència elèctrica, produïen calor innecessària, que provocava un sobreescalfament. El 1872, von Hefner va introduir una variant significativament millorada que va permetre l'ús a llarg termini per primera vegada. L'armadura del tambor només tenia un cilindre sòlid, que s'enrotllava de tal manera que els enrotllaments de la camisa del cilindre anaven paral·lels a l'eix. Així que pràcticament només hi havia girs exteriors, la proporció de girs ineficaços era significativament menor. Aquesta construcció encara es fa servir avui dia.

## Màquina d'escriureMignon
L'últim invent significatiu de Von Hefner-Alteneck no era de naturalesa electrotècnica: la màquina d'escriure Mignon pointer.

## Referències

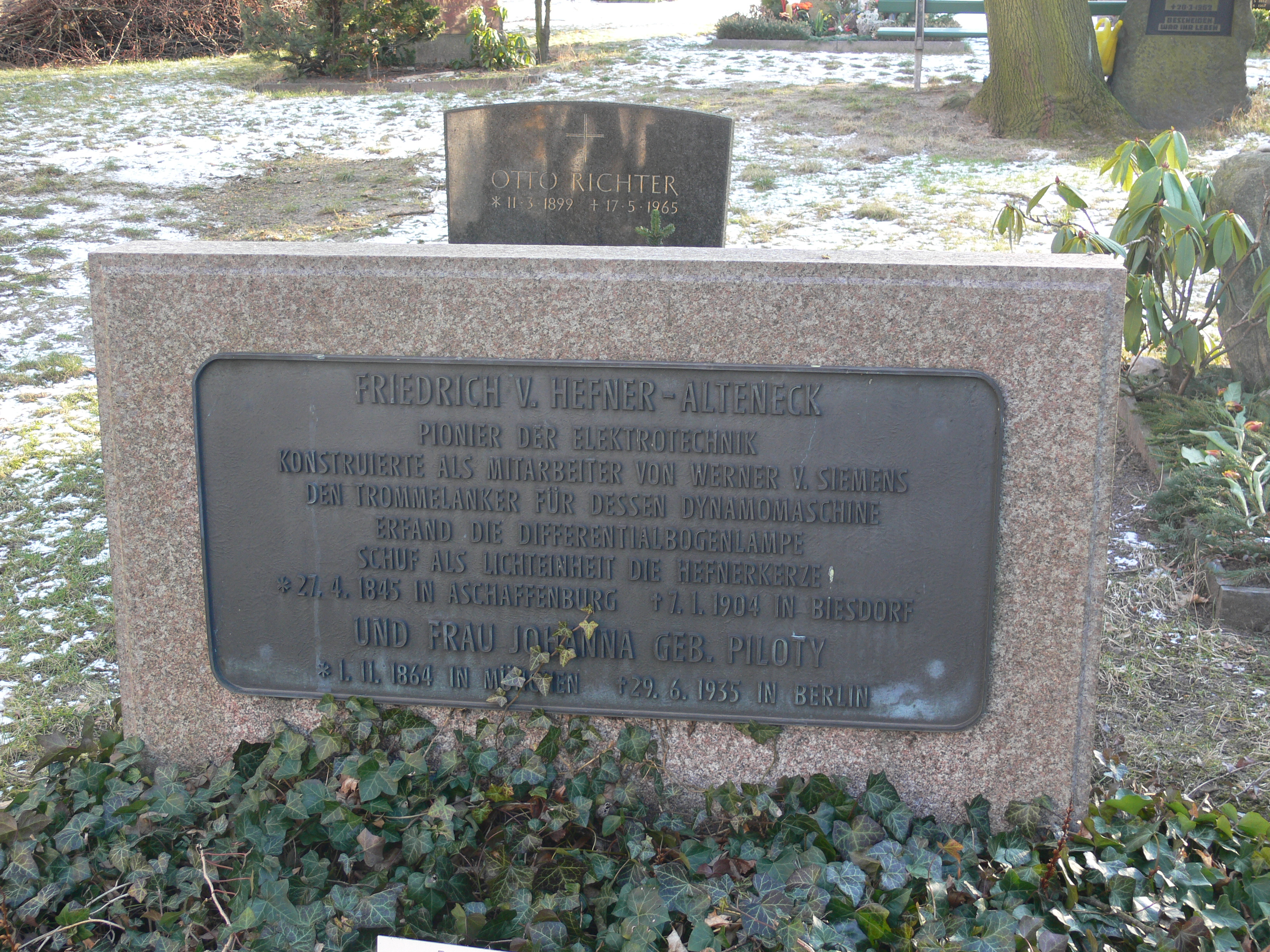
Tomba a Alter St.-Matthäus-Kirchhof Berlín

## Llum de Hefner

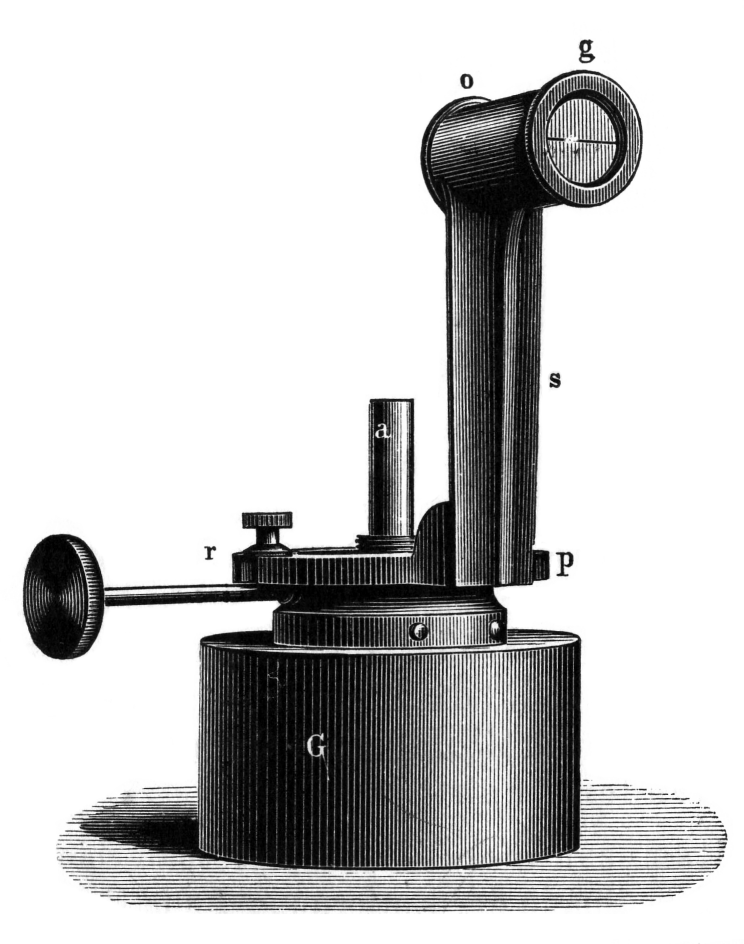
Llum de Hefner, aparell per mesurar la intensitat de la llum inventat per Hefner-Alteneck.

La competència entre la llum elèctrica i el gas va requerir una unitat adequada per a les investigacions fotomètriques. El 1884, von Hefner-Alteneck va suggerir una flama brillant com a comparació amb l'Associació Electrotècnica, que es podia reproduir en qualsevol moment. El Reichsanstalt físic-tècnic va certificar la nova unitat de llum, que va rebre el nom d' espelma Hefner .